# Marek Gawkowski
Marek Gawkowski (ur. 15 maja 1965 w Szczecinie) – polski wioślarz, olimpijczyk z Barcelony 1992. Zawodnik AZS Szczecin.
Uczestnik mistrzostw świata w:
- Kopenhadze (1987), gdzie wystartował w dwójce podwójnej. Polska osada odpadła w repesażach,
- Bled (1989) wystartował w czwórce podwójnej (partnerami byli: Sławomir Cieślakowski, Andrzej Krzepiński, Tomasz Świątek). Polska osada zajęła 5. miejsce,
- Barrington (1990) wystartował w czwórce podwójnej (partnerami byli: Sławomir Cieślakowski, Andrzej Krzepiński, Tomasz Świątek). Polska osada zajęła 11. miejsce,
- Wiedniu (1991) wystartował w czwórce podwójnej (partnerami byli: Andrzej Krzepiński, Andrzej Marszałek, Jarosław Janowski). Polska osada zajęła 7. miejsce.

Na igrzyskach w Barcelonie wystartował w czwórce podwójnej (partnerami byli: Piotr Bujnarowski, Cezary Jędrzycki, Jarosław Janowski). Polska osada zajęła 11. miejsce.
Medalista Akademickich mistrzostw świata w czwórkach podwójnych: 
- z roku 1986 w Amsterdamie - złoty na dystansie 500 metrów i srebrny na dystansie 2000 metrów
- z roku 1992 w Poznaniu – złoty na dystansie 500 metrów i 2000 metrów.